# 李廷彥
李廷彥（1542年—？），又名李邦彦，字希聖，號毓華，陝西寧夏衛官籍延安府安定縣人，明朝政治人物、進士出身。

## 生平
隆慶元年（1567年）丁卯科陝西鄉試第四十四名，萬曆二年（1574年）甲戌科會試第一百四十三名，登三甲第一百五十一名進士。授大名知县，调邯郸县，八年六月考选四川道监察御史，十年十二月追論吏部左侍郎王篆贪纵不法诸事。十三年巡按雲南，遷大理寺左寺丞，二十一年二月升本寺少卿。

## 家族
曾祖父李文顯；祖父李恭；父李子幹，曾任王府教授。前母宋氏；母薛氏。永感下。兄廷縉（冠帶生员）、廷賓。